# Nino Khomeriki
Pour les articles homonymes, voir Khomeriki.
Nino Khomeriki (en géorgien : ნინო ხომერიკი), née le 1er mars 1998 à Tbilissi, est une joueuse d'échecs géorgienne.

## Palmarès individuel
Elle remporte les championnats européens d'échecs de la jeunesse 2015 et 2016, dans sa catégorie d'âge.
Nino Khomeriki participe au championnat du monde junior féminin en 2018. Elle est à égalité pour la première place avec Aleksandra Maltsevskaïa et Gulrukhbegim Tokhirjonova. Elle termine finalement troisième après le départage,.

## Participation aux olympiades d'échecs
Nino Khomeriki joue pour l'équipe nationale de Géorgie lors l'olympiade d'échecs dans la catégorie des filles de moins de 16 ans en 2011, 2012 et 2014.

## Titres internationaux
Nino Khomeriki devient maître FIDE féminin en 2012. En 2015, elle remplit les conditions pour devenir maître international féminin. Quatre ans plus tard, en 2019, elle obtient le titre de Grand maître international.